# 王万义
王万义（1963年—），男，汉族，内蒙古化德人，中国数学家，曾任内蒙古农业大学党委副书记、校长，中国数学会副理事长，现任内蒙古农业大学党委书记。